# 駐蒙軍
駐蒙軍為中國抗戰時期大日本帝國陸軍之一軍。主要負責蒙疆政府轄境內之防務，針對蘇聯和蒙古人民共和國。

## 历史
1937年8月，日本关东军派出临时组建的东条兵团，攻占了张家口、大同、归绥、包头等地。1937年12月27日，关东军与华北方面军折中决定，成立駐蒙兵團，直属于日本陆军大本营，兵力约2万人，擔負内蒙古、察南及晋北地方之警備任務。1938年1月4日，察哈尔派遣兵团改编成驻蒙兵团，规定其“司令官权限与军司令官相同”，下辖第二十六师团和独立混成第二旅团。1938年7月4日，駐蒙兵團改编为駐蒙軍，兵力约2万5千人，編入北支那方面軍作戰序列。從事蒙疆方面之作戰及佔領地域警備任務。駐守張家口至終戰，1946年7月27日復員。
骑兵集团原属关东军，驻海拉尔地区。该集团下辖骑兵第1旅团、第4旅团，每个骑兵旅团下辖两个骑兵联队。1938年7月11日编入华北方面军直辖。1938年10月11日骑兵第4旅团配属华中派遣军第2军，再未归建。1938年11月11日，骑兵集团编入华北第12军。1939年1月，骑兵集团移驻蒙疆地区，划归驻蒙军序列，集团司令部驻包头，骑兵第1旅团各部分驻萨拉齐、包头、固阳、安北县等地。骑兵第1旅团辖骑兵第13、第14 联队,每个联队辖4个中队，旅团直属机关枪队、速射炮中队、战车队、工兵队、辎重队、骑炮兵联队等特种兵。骑兵旅团满编5600人，配备军马5668匹、步骑枪3705支、重机枪12挺、野炮36门及速射炮4门、战车7辆等武器装备。1940年1月骑兵集团进行了汽车化改编，并将在内地和东北编组的第23师团第71联队、72联队分别编入骑兵第1旅团、骑兵第4旅团。每个骑兵联队辖4个中队及机关枪中队（重机枪8挺) 、炮兵中队(山炮3门、速射炮4门) 、汽车中队(汽车70余辆) 、旅团直属战车队、骑炮兵第1联队、工兵队、辎重队等，部队实现了全部车辆化。1942年12月19日骑兵集团司令部及下辖的骑兵第1旅团被改编为战车第3师团，骑兵第4旅团同时正式编入华北方面军第12军序列。
驻蒙军作战的敌人为八路军晋察冀军区的北岳、察北的抗日军民，阿部规秀中将就是指挥驻蒙军第2混成旅团深入太行山的涞源县扫荡晋察冀八路军时遇袭阵亡，阿部规秀的前任旅团长常冈宽治也是在广灵县被八路军伏击重伤后退出现役；八路军晋绥军区在雁北、大青山抗日根据地的军民；在后套（今巴彥淖爾）的国民革命军第十二战区的傅作义部、以及鄂尔多斯的马占山东北挺进军。但是，驻蒙军的最沉重军事压力是中蒙边境线以北的苏联的机械化部队与外蒙古的骑兵。到1941年日本陆军对苏备战“北进”高峰时，驻蒙军兵力达到4万余人，甚至在包头部署了战车师团。但为了避免直接刺激苏军与外蒙军引发事端，驻蒙军一直部署在张家口到包头铁路沿线的汉人地区，而在锡林郭勒草原与阴山以北草原，由李守信的伪蒙军骑兵部队驻防。
驻蒙军与关东军出于对苏对外蒙作战需要，在察哈尔与绥远及西蒙的百灵庙、张北、张家口、额济纳、阿拉善、大同、西苏尼特、阿巴嘎、归绥、包头、多伦、德化等地布设了大批陆军特务机关。1939年4月，驻蒙军在张北成立了间谍培养学校“日月寮”。1943年7月22日成立了专管对苏对外蒙谍报工作的驻蒙军情报部，由驻蒙军参谋长兼任情报部长。

## 组成

### 驻蒙兵团（1938年2月）
- 第二十六师团 师团长后官淳中将
  - 第二十六步兵团司令官黑田重德少将
  - 步兵第11联队
  - 步兵第12联队
  - 步兵第13联队
  - 师团搜索队
  - 独立野炮兵第26联队
  - 工兵第26联队
  - 辎重兵第26联队
  - 独立山炮兵第12联队
- 独立混成第二旅团旅团长常冈宽治少将
  - 独立步兵第二大队
  - 独立步兵第三大队
  - 独立步兵第四大队
  - 独立步兵第五大队
  - 炮兵队
  - 工兵队
  - 通信队

### 駐蒙軍
- 通稱號：戊（ぼ）
- 編成時期：昭和13年7月4日
- 最終位置：張家口
- 上級部隊：北支那方面軍

### 歷代司令官

#### 駐蒙兵團司令官
- 蓮沼蕃 中將1937年12月28日 - 1938年7月4日

#### 駐蒙軍司令官
- 蓮沼蕃 中將1938年7月4日 -
- （兼）杉山元 中將1939年8月31日 -
- 岡部直三郎 中將1939年9月12日 -
- 山脇正隆 中将 1940年9月29日 -
- 甘粕重太郎 中將1941年1月20日 -
- 七田一郎 中將1942年3月2日 -
- 上月良夫 中將1943年5月28日 - 1944年11月22日
- 根本博 中將1944年11月23日 -
- （兼）根本博 中將 1945年8月19日 -

### 歷代參謀長

#### 駐蒙兵團參謀長
- 石本寅三 大佐 1937年12月28日 - 1938年7月4日

#### 駐蒙軍參謀長
- 石本寅三 少將 1938年7月4日 - 1939年1月13日
- 田中新一 大佐 1939年2月12日 -
- 高橋茂壽慶 少將1940年8月1日 -
- 稻村豊二郎 少將1941年10月21日 -
- 矢野政雄 少將1942年12月1日 -
- 中川留雄 少將 1944年10月26日 -

### 最終時
- 司令官 根本博 中將
- 參謀長 中川留雄 少將
- 高級參謀 田村清 中佐
- 高級副官 乾　璋 中佐
- 兵器部長 平田静 大佐
- 經理部長 淺野忠通 主計少將
- 軍醫部長 嶋田昇 軍醫大佐
- 獸醫部長 杉山一郎 獸醫大佐
- 情報部長 鈴木重種 大佐

### 退出戰鬥序列時的下轄部隊
- 獨立混成第2旅團：驻张家口
- 第4獨立警備隊：驻大同
- 第118师团：从上海调张家口，对苏蒙备战

## 關連項目
- 軍事單位
- 第30軍
- 朝鮮軍

## 外部連結
- Wendel, Marcus. . Japanese Mongolia Garrison Army (駐蒙軍 (日本陸軍)).   [2008-03-22]. （原始内容存档于2020-12-07）. （页面存档备份，存于）
- 帝國陸軍～その制度と人事～
- 日本陸海軍事典